# 여주 신륵사 보제존자석종
여주 신륵사 보제존자석종(驪州 神勒寺 普濟尊者石鍾)은 경기도 여주시, 신륵사 사찰에 있는 고려시대의 석종이다. 1963년 1월 21일 대한민국의 보물 제228호로 지정되었다.

## 개요
신륵사 뒷편에 모셔져 있는 나옹의 사리탑으로, 널찍하게 마련된 단층 기단(基壇) 위에 2단의 받침을 둔 후 종 모양의 탑신(塔身)을 올린 모습이다.
기단은 돌을 쌓아 넓게 만들고 앞쪽과 양 옆으로 계단을 두었다. 탑신은 아무런 꾸밈이 없고, 꼭대기에는 머리장식으로 불꽃무늬를 새긴 큼직한 보주(寶珠:연꽃봉오리모양의 장식)가 솟아 있다.
고려 우왕 5년(1379)에 세운 것으로, 나옹이 양주 회암사 주지로 있다가 왕의 명으로 밀양에 가던 도중 이곳 신륵사에서 입적하니, 그 제자들이 절 뒤에 터를 마련하여 이 탑을 세워 두었다. 고려 후기의 석종형 부도 양식을 보여주는 좋은 작품이다.

## 같이 보기
- 신륵사

## 참고 자료
- 여주 신륵사 보제존자석종 - 국가유산청 국가유산포털